# Capena
Capena es una localidad italiana de la provincia de Roma, región de Lacio, con 8.867 habitantes.

## Evolución demográfica
| Gráfica de evolución demográfica de Capena entre 1861 y 2001 |
|                                                              |
| Fuente ISTAT - elaboración gráfica de Wikipedia              |